# Mahajanga
Mahajanga (do 1979 r. Majunga) – miasto w północno-zachodniej części Madagaskaru, będące ośrodkiem administracyjnym prowincji Boeny. Miasto jest portem nad Kanałem Mozambickim. Według spisu z 2018 liczy 246 tys. mieszkańców i jest czwartym co do wielkości miastem w kraju. 
Jest ośrodkiem handlowym regionu rolniczego (uprawa ryżu, kawy, bawełny, tytoniu, trzciny cukrowej). Przemysł spożywczy (cukrowniczy, mięsny), włókienniczy, cementowy, skórzany. Miasto posiada lotnisko oraz jest siedzibą filii Uniwersytetu Madagaskarskiego.

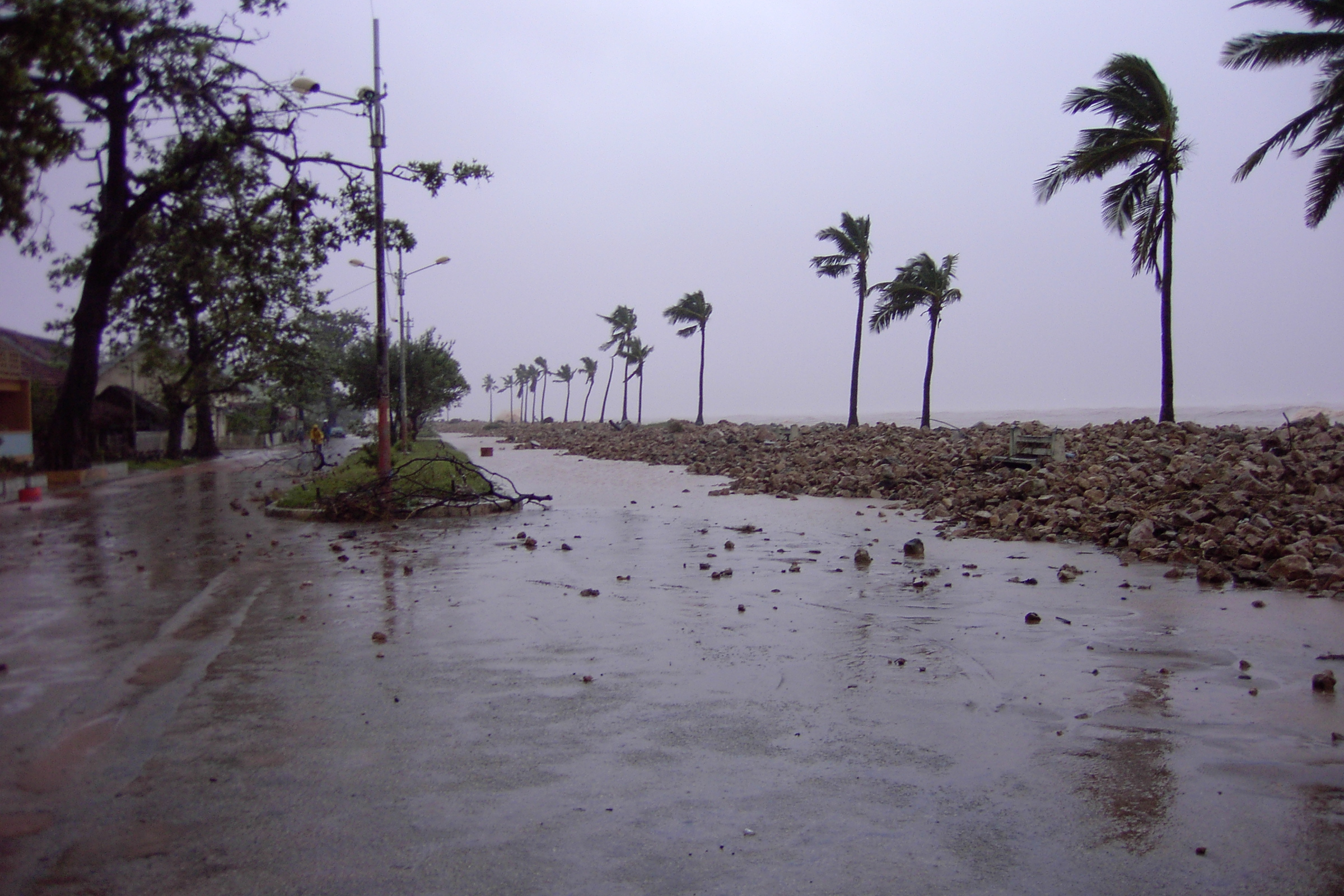
Cyklon uderza w miasto
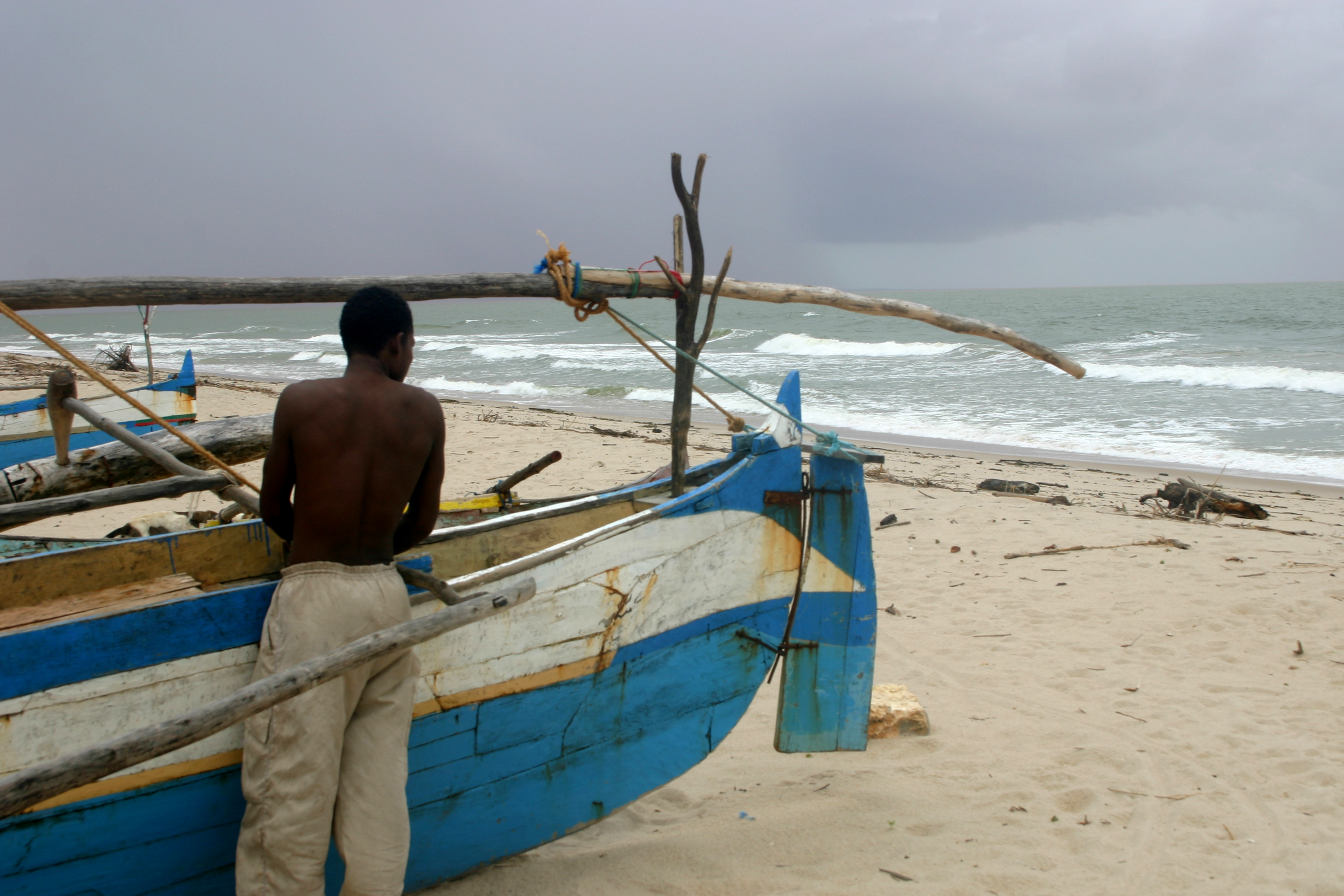
Plaża
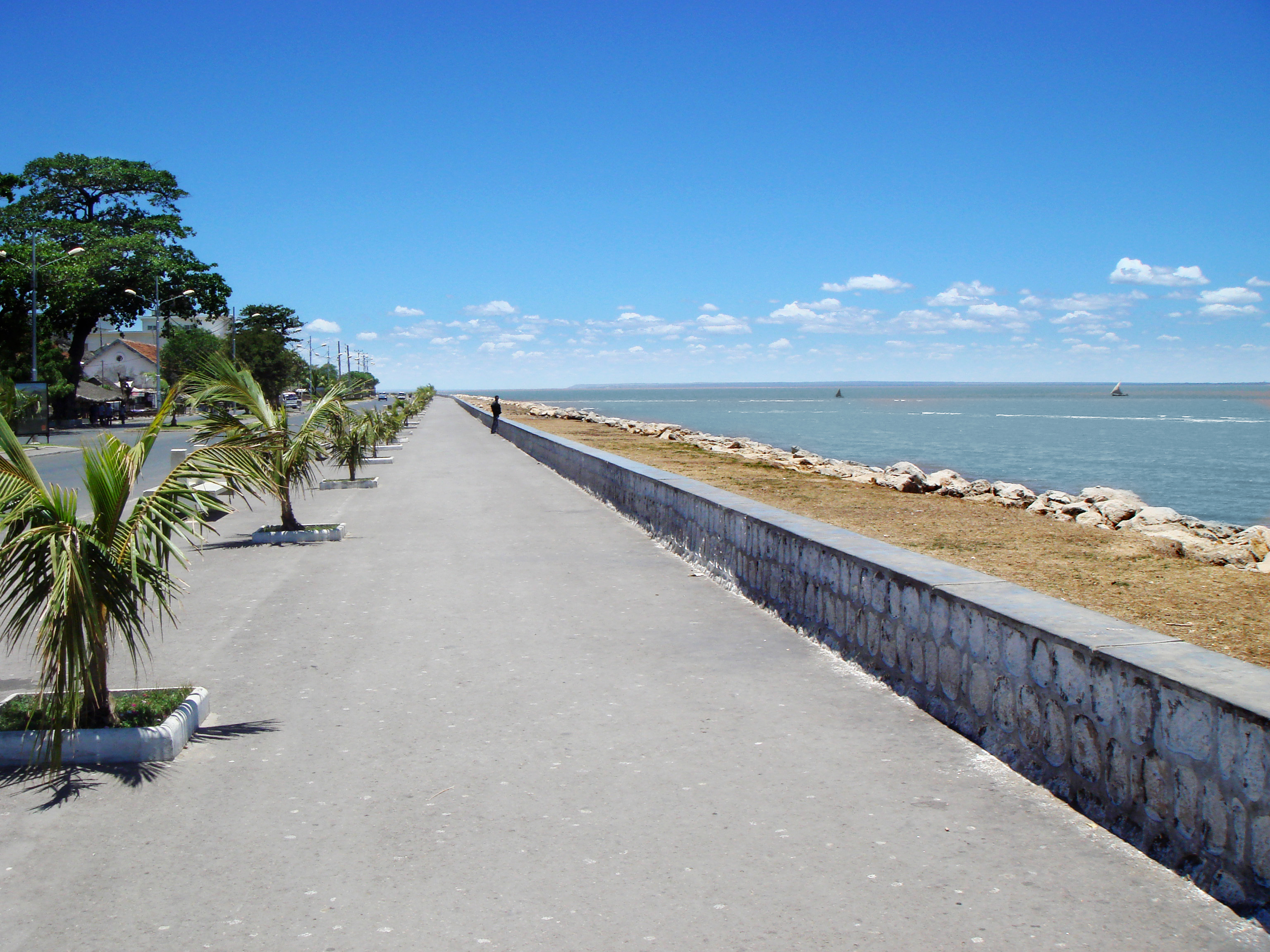
Nadmorska promenada w Mahajandze